# 야사카에촌 (이와테현)
야사카에촌(弥栄村)은 이와테현 니시이와이군에 설치되었던 촌이다. 현재의 이치노세키시에 해당한다.

## 연혁
- 1889년 4월 1일 - 정촌제 시행과 함께 니시이와이군 야사카에촌이 성립하였다.
- 1955년 1월 1일 - 하기쇼촌 야사카에촌 및 히가시이와이 군 마이카와 촌과 함께 이치노세키 시와 합병해 새로운 이치노세키시가 되었다.

## 교통

### 철도
- 일본국유철도
  - 오후나토 선